# Clostridium acetobutylicum

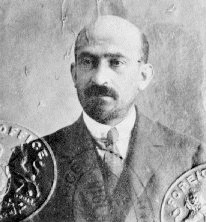
Chaim Weizmann

Clostridium acetobutylicum, ATCC 824, là một loại vi khuẩn có giá trị thương mại đôi khi được gọi là " Weizmann Organism ", theo tên Chaim Weizmann, người Nga gốc Do Thái. Một giảng viên cao cấp tại Đại học Manchester, Anh, ông đã sử dụng chúng vào năm 1916 như một công cụ hóa sinh để sản xuất đồng thời axeton, etanol và butanol từ tinh bột. Phương pháp này đã được mô tả là quy trình ABE, (quy trình lên men Acetone Butanol Ethanol), tạo ra 3 phần axeton, 6 phần butanol, và 1 của etanol. Axeton đã được sử dụng trong nhiệm vụ quan trọng trong thời chiến là đúc cordite. Rượu được sử dụng để sản xuất nhiên liệu xe cộ và cao su tổng hợp.
Không giống như nấm men, chỉ có thể tiêu hóa đường thành rượu và carbon dioxide, C. acetobutylicum và các loài Clostridia khác có thể tiêu hóa whey, đường, tinh bột, xenlulo và có lẽ một số loại lignin, tạo ra butanol, axit propionic, ete và glycerin.

## Trong kỹ thuật di truyền
Năm 2008, một dòng Escherichia coli được biến đổi gen để tổng hợp butanol; các gen có nguồn gốc từ Clostridium acetobutylicum.  Năm 2013, vi sinh vật đầu tiên sản xuất ankan mạch ngắn đã được báo cáo  - đây là một bước tiến đáng kể đối với việc sản xuất xăng. Một trong những enzym quan trọng - một chất béo acyl-CoA reductase - đến từ Clostridium acetobutylicum.